# 대한민국 상법 제362조
대한민국 상법 제362조는 소집의 결정에 대한 상법 회사법의 조문이다.

## 조문
제362조 (소집의 결정) 총회의 소집은 본법에 다른 규정이 있는 경우외에는 이사회가 이를 결정한다.

第362條 (召集의 決定) 總會의 召集은 本法에 다른 規定이 있는 境遇外에는 理事會가 이를 決定한다.

## 사례
- 드라마 파리의 연인에는 최 이사라는 극중 인물이 대표이사도 모르게 주주총회를 소집했다는 내용이 나오는데 이에 대해 금감원은 주주총회 소집 결정은 상법 제362조에 의한 이사회 결정사항인데, 이를 최 이사가 결정함으로써 대표이사도 주주총회 소집 사실을 모르는 상황을 초래했다고 지적했다[1]
- 론스타가 과거에 은행법을 다양한 각도에서 위반했던 탓에 현재 외환은행 이사로 알려진 사람 중 적법한 이사는 윤용로 일시대표이사 1인뿐이기 때문에 2월 24일에 있었다고 알려진 외환은행 이사회는 엄밀히 말하면 이사회라고 볼 수 없고 주주총회의 소집과 관련해 적법한 이사회 결의가 없었다[2]